# 미창석유공업
미창석유공업(美昌石油工業)은 대한민국의 산업 윤활유 기업이다. 본사는 부산시 영도구 해양로 241 (동삼동)에 위치해 있으며 대표이사는 유재순이다.

자동차용 윤활유, 전기절연유 등 윤활유를 생산한다

## 참고문헌
1. ↑  부산역사문화대전-미창석유공업
2. ↑  임유경, 미창석유공업, 1분기 영업익 128억원…전년比 8.3% 증가, 이데일리, 2023년 5월 12일
3. ↑  김벼리, 미창석유공업, 결식우려아동에 1000만 원 후원, 이투데이, 2020년 8월 21일